# Daniel Schiebeler
Daniel Schiebeler (* 25. März 1741 in Hamburg; † 19. August 1771 ebenda) war ein deutscher Schriftsteller und evangelischer Kirchenlieddichter.

## Leben
Der Sohn eines Kaufmanns besuchte in Hamburg die Gelehrtenschule des Johanneums und wurde zudem von einem Privatlehrer unterrichtet, der ihn zur massenhaften Lektüre von Romanen verleitete. Bereits als Jüngling war er dadurch der englischen, französischen, italienischen und spanischen Sprache mächtig. 
In Göttingen (ab 1763) und Leipzig (ab 1765) studierte er ohne wirkliches Interesse Rechtswissenschaft, 1768 promovierte er in der Messestadt mit der Dissertation De modo poenarum. Noch im selben Jahr fand Schiebeler eine Anstellung als juristischer Kanoniker beim Domkapitel in Hamburg. Sein Leben war jedoch von zunehmender Kränklichkeit bestimmt, die sein Umfeld als Hypochondrie abtat. Mit gerade einmal 30 Jahren fiel er der Schwindsucht zum Opfer.

## Werk

### Libretti
Schiebeler schrieb zahlreiche Libretti, die von namhaften Komponisten vertont wurden. Bereits mit achtzehn Jahren entwarf er den Text von Basilio und Quiteria, dem die bekannte Episode „Die Hochzeit des Camacho“ aus Cervantes’ Don Quijote zugrunde lag. Auf die Idee kam er durch sein intensives Studium der spanischen Sprache und Literatur. Um seinen hohen Qualitätsansprüchen zu genügen, arbeitete er sogar mit dem spanischsprachigen Originaltext einer 1744 von Gregorio Mayans y Siscar herausgegebenen Ausgabe. Sein Konzept stellte er dem renommierten, damals fast 80 Jahre alten Komponisten Georg Philipp Telemann vor, der Gefallen daran fand und sich bereit erklärte, die Musik zu komponieren. Schiebeler bemühte sich um eine dramatische Gestaltung seines finalen Librettos, indem er es in fünf Szenen einteilte und die dritte Szene, fast wörtlich von Cervantes übernommen und den gespielten Kampf zwischen Reichtum und Liebe darstellend, als Ballett konstruierte. Seine fertige Version enthielt außerdem präzise Bühnenanweisungen. Telemann änderte das Libretto jedoch rigoros, damit sich der Text besser für die Musik eignete, die ihm vorschwebte. Er entfernte die komplette dritte Szene und korrigierte darüber hinaus den Text, damit das Versmaß besser zu seiner Partitur passte. Solche Details hatte der junge und unerfahrene Schiebeler nicht bedacht. Unter dem neuen Titel Don Quichotte auf der Hochzeit des Comacho wurde das vertonte Stück als Oper am 5. November 1761 im Hamburger Konzertsaal „Auf dem Kamp“ uraufgeführt. Schiebelers Basilio und Quiteria fand 1770 noch als Singgedicht für das Theater Verwendung.
Für Johann Adam Hiller formulierte Schiebeler das zwei Akte umfassende Libretto zu der romantisch-komischen Oper Lisuart und Dariolette oder Die Frage und die Antwort, wobei er sich an Charles-Simon Favarts La Fée Urgèle orientierte. Das Werk wurde am 25. November 1766 im Theater am Rannstädter Thore zu Leipzig erstmals aufgeführt. Später entstand eine Fassung mit drei Akten, die man unter dem verkürzten Titel Lisuart und Dariolette dem Leipziger Publikum am 7. Januar 1767 präsentierte. Sein einaktisches Nachspiel Die Muse wurde am 3. Oktober desselben Jahres zusammen mit Hillers Operette Der Dorfbalbier uraufgeführt. Hiller schuf außerdem die Weise zu seinem Adventslied Er kommt, er kommt, der starke Held, voll göttlich hoher Macht.
In seiner Zeit am Hamburger Domkapitel verfasste er die dramatische Dichtung für das Oratorium Die Israeliten in der Wüste, das Carl Philipp Emanuel Bach vertonte und der Öffentlichkeit am 1. November 1769 in der Hansestadt vorgeführt wurde.

### Gedichte
Außerdem sind seine Komischen Romanzen hervorzuheben, welche 1767 in Romanzen mit Melodien veröffentlicht wurden. Der Singspieleinlage sehr nahestehend, sind diese vor allem als Zwischenstufe von Bänkellied und Balladenvertonung anzusehen. Als einer der ersten seiner Zeit schrieb er Travestien auf antike Stoffe, beispielsweise Pandore, Proserpina, Ariadne und Theseus, Pyreneus und die Musen, Der Flötenspieler Agamemnons und Leander und Hero. Vor allem bei Letzterem lässt sich schon anhand des umgestellten Titels – Vorlage war das berühmte griechische Liebespaar Hero und Leander – die Intention des Autors erkennen, den Mythos ins Lächerliche zu ziehen. Diese dem Rokoko zuzuordnende Romanze zeigt ebenso den Umschlag von komischer Romanze zu ernster Ballade. Zur selben Zeit versuchte sich auch Ludwig Hölty an einer Tradierung dieses Stoffes. Angeregt wurden beide vermutlich von einer possenhaften, in Spanisch verfassten Romanze des Luis de Góngora. Zwei Jahre nach Schiebelers Tod erschien der Band Auserlesene Gedichte mit einigen seiner Dichtungen.
Du forderst ein Sonett von mir;

Du weißt, wie schwer ich dieses finde.

Darum, du lose Rosalinde,

Versprichst du einen Kuß dafür.

Was ist, um einen Kuß von dir,

Das sich Myrtill nicht unterstünde?

Ich glaube fast, ich überwinde;

Sieh, zwei Quadrains stehn ja schon hier!

Auf einmal hört es auf zu fließen!

Nun werd ich doch verzagen müßen!

Doch nein, hier ist schon ein Terzett!

Nun beb ich doch – wie werd ich schließen?

Komm Rosalinde, laß dich küssen! –

Hier, Schönste, hast du dein Sonett.
Einige seiner Werke fanden auch Aufnahme in evangelische Kirchengesangbücher. So findet man im Altenburgischen Gesangbuch aus dem Jahr 1871 unter Liednummer 26 sein Adventslied Er kommt, er kommt, der starke Held.

### Sonstige
Andere Werke waren Clemens an seinen Sohn Theodorus (1764) und Die Großmut des Scipio (1767).